# Francisco de Rojas Zorrilla
Francisco de Rojas Zorrilla (Toledo, 4 ottobre 1607 – Madrid, 23 gennaio 1648) è stato un drammaturgo spagnolo.
A tre anni si trasferì a Madrid, ma studiò a Toledo e Salamanca. Nel 1644 fu nominato cavaliere a Santiago di Compostela. Proprio negli anni quaranta, Rojas Zorrilla scrisse la maggior parte delle sue opere.
Amico e discepolo di Pedro Calderón de la Barca, innovò il teatro barocco inserendo nelle sue commedie dei personaggi ridicoli. Il linguaggio che impiegava, inoltre, era molto facile, adattandosi ai gusti del pubblico del Seicento. Scrisse un gran numero di opere, ma le più importanti sono Del rey abajo ninguno, Entre bobos anda el juego e Lo que son las mujeres. Scrisse anche alcuni autos sacramentales, tra cui El gran patio de palacio.